# Нимфејски споразум (1261)
Нимфејски споразум био је трговински и одбрамбени споразум између Никејског царства и Ђеновљанске републике, потписан 13. марта 1261. године у Нимфеју. На овом споразуму заснивали су се и каснији односи Ђенове и обновљеног Византијског царства.

## Позадина
Након пада Цариграда 1204. године (Четврти крсташки рат), основан је на византијској територији низ крсташких држава. Неке од њих прокламовале су се као наследнице Византијског царства. Никејско царство је, због свог географског положаја, било у знатно бољој позицији за ратовање против Латинског царства, од својих супарница: Епирске деспотовине и Трапезунтског царства. Никеја је, након периода стабилизације власти, успела да задржи контролу над западном обалом Мале Азије, прикљештена између Латинског царства на западу и Турака Селџука на истоку. Нимфејским споразумом из 1214. године Никеја је привремено изгубила поседе у северозападној Анадолији, али је након гушења устанка Алексија и Исака Ласкариса у бици код Поиманенона, успела да их поврати. Латинско царство је 1230-тих година обухватало само Цариград и његову околину. Млетачка република је, међутим, држала морске прилазе под снажном контролом, а због јаких цариградских бедема, освајање копненим путем није било могуће. Никејска флота успела је да заузме неколико егејских острва. Међутим, у поређењу са млетачком флотом и даље није била довољно снажна. Слабост никејске флоте показала се 1235. године приликом безуспешне бугарско-никејске опсаде Цариграда. Млетачка флота од 25 бродова успела је да порази четвороструко бројнију непријатељску флоту. Неуспешна опсада Цариграда из 1260. године подстакла је Никеју да тражи решење за борбу против Млечана на мору.

## Споразум
Михаило VIII Палеолог је пронашао решење у склапању савеза са највећим трговинским и поморским супраником Млетачке републике, Републиком Ђеновом. Она се већ налазила у рату са Венецијом. Тако је 13. марта 1261. године потписан трговински и одбрамбени споразум, којим се Ђенова обавезала да у случају рата Никеје и Латинског царства обезбеди Михаилу флоту од 50 бродова. Шеснаест бродова требало је бити обезбеђено одмах по потписивању споразума. Споразум је подразумевао и право Никеје да откупи коње и оружје из Ђенове, као и да Ђеновљани ступе у службу Никејаца. У замену за то, Ђеновљани су добили пореске и царинске уступке широм Византијског царства, укључујући и сопствени трговачки кварт у Пери, на обали Златног рога, насупрот Цариграду, као и друге византијске луке. Нимфејски уговор је умногоме подсећао на Византијско-млетачки уговор из 1082. године, којим је Венеција добила значајне уступке од византијског цара.

## Последице
Упркос савезу са Ђеновом, Цариград је на неочекивано лак начин освојио Алексије Стратегопул 25. јула 1261. године. Нимфејски уговор је постао сувишан за Византинце, а Михаило је отпочео са стварањем сопствене "националне" флоте. Међутим, пошто су Венеција и друге римокатоличке силе наставиле да прете Византији, споразум је уз мање измене остао на снази. За Ђенову је уговор био веома значајан, јер је поставио темеље њиховом трговинском царству на Блиском истоку. Галата (ђеновљанско предграђе у Пери, прекопута Златног рога), постало је комерцијално средиште овог региона. Међутим, Ђенова је тако ушла у директан конфликт са Венецијом, јер је угрозила њен трговински положај у источном Средоземљу.